# Бестужевка (Ульяновская область)
Бестужевка — село в Коромысловском сельском поселении Кузоватовского района Ульяновской области. 

## География
Находится на берегу реки Малая Свияга на расстоянии примерно 19 километров по прямой на север от районного центра поселка Кузоватово.

## История
В 1913 в селе было дворов 153, жителей 884 и церковь со школой. В поздние советские годы  работал колхоз «Борец за мир».

## Население
Население составляло 186 человек в 2002 году (96% русские), 168 по переписи 2010 года.